# Pandemie covidu-19 v Itálii
Pandemie covidu-19 v Itálii začala 31. ledna, kdy byli dva čínští turisté v Římě pozitivně testováni na virus SARS-CoV-2. První ohnisko nákazy se objevilo v Lombardii 21. února a nákaza se začala velmi rychle šířit. 
V době od 19. března do 11. dubna 2020 měla Itálie v celosvětovém srovnání nejvyšší počet obětí (v počtu obětí Itálie překonala Čínu, posléze ji však překonaly USA) a jeden z nejvyšších počtů nakažených (respektive pozitivně testovaných).
K 22.11.2020 bylo v Itálii evidováno 1,41 milionu pozitivně testovaných případů (z toho více než 857 tis. aktuálně nakažených),  553 tis. uzdravených a  49 823 mrtvých. Podle různých odhadů však může být počet zemřelých o desítky tisíců vyšší.

## Průběh

### Začátek epidemie
Na konci roku 2019 se v severní Itálii objevil zvýšený výskyt případů zápalu plic a chřipky, včetně zvýšeného počtu úmrtí lidí s touto diagnózou. Italští vědci proto pojali podezření, že nový typ koronaviru se mohl do Itálie dostat už na přelomu října a listopadu 2019 a začali zpětně zkoumat podezřelá úmrtí z tohoto období.
První spolehlivě doložený případ nákazy koronavirem se v Itálii objevil 31. ledna, kdy byli dva čínští turisté v Římě pozitivně testováni na virus SARS-CoV-2.

### Mattia – pacient 1
Podle Massima Galliho, vědce z milánské univerzity a primáře infekčního oddělení, byl prvním prokázaným infikovaným Italem 38letý Mattia (tzv. pacient jedna) z lombardského města Codogno, 50 km jihovýchodně od Milána.
Italský pacient nula se zřejmě nakazil mezi 19. a 22. lednem v Mnichově. Identita pacienta nula je neznámá a pravděpodobně byl bezpříznakový. Koronavirus se podle Galliho začal v Lombardii šířit mezi 25. a 26. lednem.
Mattia byl diagnostikován až 21. února. Tři dny předtím přišel s horečkou do nemocnice v Codognu a byla mu nesprávně diagnostikována běžná chřipka. Byl propuštěn do domácího léčení, ale zatím nakazil pět zdravotníků, jednoho pacienta, svou těhotnou manželku a jeho známého. Mattia dýchá bez pomocí přístrojů a byl propuštěn z nemocnice domů.

### Další průběh

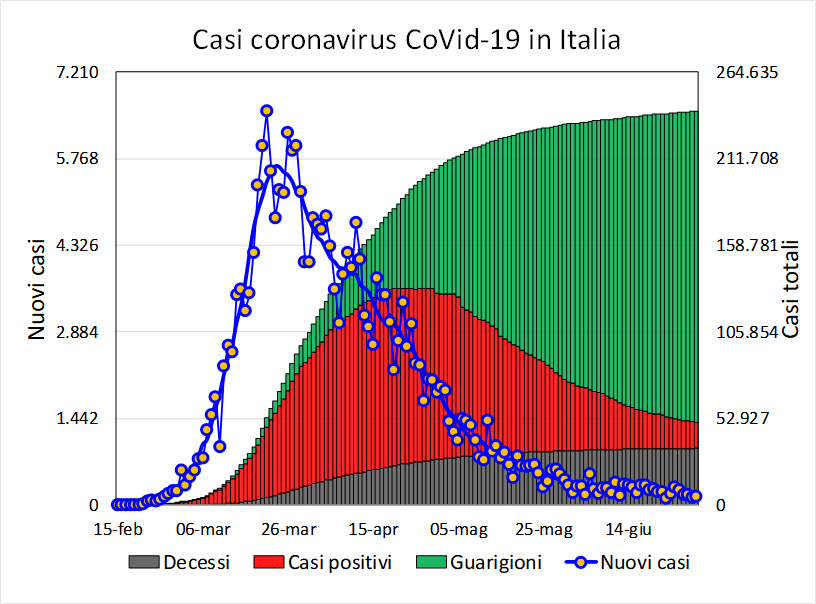
Vývoj pandemie koronaviru v Itálii. Legenda: Decessi (zemřelí). Guarigioni (uzdravení). Casi positivi (pozitivní případy). Nuovi casi (nové případy).

V prvním ohnisku nákazy na severu Itálie bylo 21. února potvrzeno 16 infikovaných. Nemocnice byla 22. února izolována, ale později vedení nemocnice všechny zdravotníky povolalo zpět do práce včetně infikovaných. Koronavirus se začal šířit na další pacienty. Bylo potvrzeno 60 infikovaných a první zemřelí.
Epidemie dostala velmi rychlý spád a počty nemocných velmi rychle rostly. Itálie je nejzasaženější evropskou zemí.  Od 19. března je Itálie první v absolutním počtu obětí na celém světě. Dne 2. dubna překonal počet nakažených v provincii Milán hranici 10 tisíc případů, což je z absolutního hlediska nejvíce v celé zemi.

### Vládní opatření

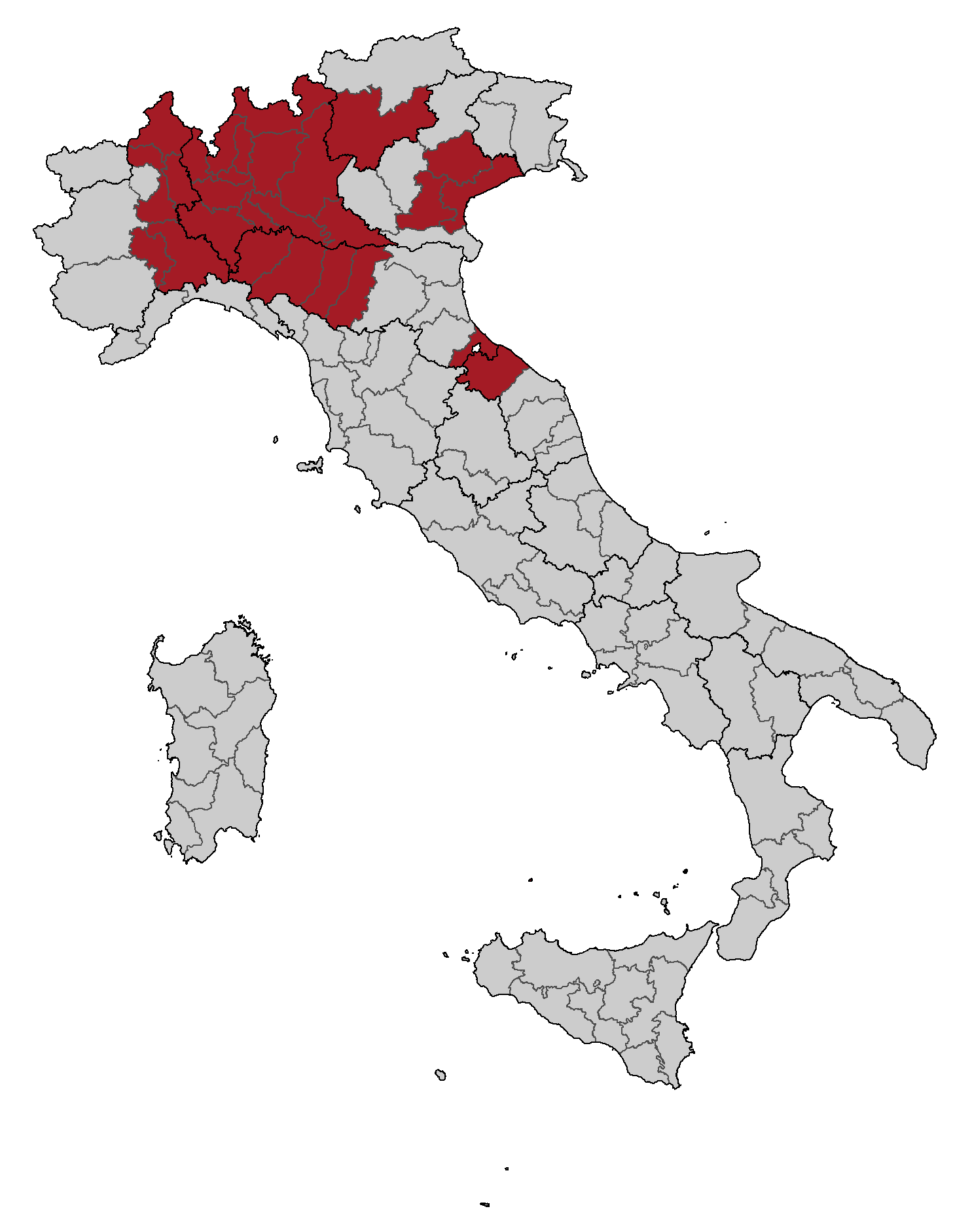
Oblasti v karanténě od 8. do 10. března

Premiér Giuseppe Conte vyhlásil 8. března karanténu v Lombardii a 14 provinciích v regionech Emilia-Romagna, Piemont, Benátsko a Marche s platností do 3. dubna. V celé oblasti žije okolo 16 milionů lidí. Od 10. března byla karanténa rozšířena na celou zemi.
Při protiepidemických opatřeních vznikly v některých italských věznicích vzpoury. Ve věznici v Modeně při vzpouře zemřeli 3 vězni. Opatření byla zpřísněna ještě 12. března, kdy byly uzavřeny restaurace a obchody, s výjimkou prodejen potravin a lékáren. Další zpřísnění přišlo v sobotu 21. března. Vláda pozastavila veškerou postradatelnou výrobu a zpřísnila omezení venkovního pohybu.
Kvůli epidemii byl také na neurčito odložen cyklistický závod Giro d'Italia, který měl být zahájen 9. května.
V květnu 2020 italská vláda začala opatrně rozvolňovat bezpečnostní opatření. Důvodem byly mimo jiné obavy, že podniky v nejvíce postiženém turistickém průmyslu a pohostinství se mohou stát obětí lichvářů a mafie, která se zřejmě bude snažit investovat do skomírajících hotelů a restaurací za účelem praní špinavých peněz. Šéf civilní obrany, Angelo Borrelli, kterého na konci ledna italská vláda jmenovala mimořádným komisařem pro boj s koronavirem, varoval italskou veřejnost, že opatření mohou být opět zpřísněna, pokud se objeví signály, že virus je opět na vzestupu. Rovněž starosta Milána, Giuseppe Sala, vydal v této souvislosti veřejnosti „ultimátum“, poté co média zveřejnila záběry milánského nábřeží, kde se opět shromažďovaly davy zejména mladých lidí bez roušek a bez dodržování bezpečného odstupu.

## Dopad na mezinárodní vztahy

### Omezení volného pohybu osob
Itálie přerušila přímé letecké spojení s Čínou, ale ani to nepomohlo epidemii přibrzdit. Naopak evropské země začaly omezovat spojení s Itálií. Jako první zavedlo kontroly na hranicích s Itálií dne 11. března Rakousko, přičemž využilo infrastrukturu z doby evropské migrační krize (2015). Pohyb osob i zboží se omezil pouze na tři hraniční přechody. Do Rakouska mohli z Itálie vstoupit pouze občané Rakouska, osoby s trvalým pobytem a tzv. pendleři (osoby které mezi oběma státy pravidelně cestují kvůli zaměstnání) a lidé s lékařským potvrzením o bezinfekčnosti (ne starším jak 4 dny). Hromadná osobní doprava (vlaky, autobusy, částečně letadla) byla zcela zastavena. Doprava zboží a stejně tak průjezd Rakouskem bez zastávky byly možné bez omezení, docházelo však ke zdržení a kolonám, protože kontroly na hranici narušily plynulost dopravy. Následujícího dne omezila vstup osobám z Itálie na své území také Česká republika (jakož i osobám z dalších čtrnácti rizikových států, včetně Rakouska). Italská ministryně dopravy Paola De Micheli podala protest proti těmto „bezdůvodným omezením“ a požádala Evropskou komisi, aby zasáhla proti porušování Schengenské dohody. Evropská komise pod vedením Ursuly von der Leyenové pak skutečně prohlásila, že je pro ni absolutně zásadní zrušit „blokádu“ hranic mezi členskými státy EU, avšak omezení na hranicích, nejen vůči Itálii, ale také mezi sebou navzájem, mezitím zavedly další evropské státy.

### Zhoršení vztahů s orgány EU i některými členskými státy
Evropská centrální banka (ECB) dne 12. března zamítla žádosti Itálie o finanční pomoc, která by jí pomohla čelit pandemii. Prezidentka ECB, Christine Lagarde,  v této souvislosti prohlásila, že ECB „není od toho, aby zastavovala epidemie“. Italský prezident Sergio Mattarella reagoval slovy, že Itálie očekávala od orgánů EU solidaritu, nikoliv překážky. Mnoho Italů nabylo přesvědčení, že Evropská unie (EU) jako celek neprojevila dostatek solidarity s Itálií, která patří mezi nejpostiženější země Evropy. Na italskou žádost o materiální pomoc zpočátku žádný členský stát nereagoval, Francie a Německo naopak zakázaly vývoz ochranných pomůcek (zejména roušky) ze svých zemí. Čínský červený kříž, naproti tomu, 12. března odeslal do Říma leteckou zásilku 30 tun zdravotnického materiálu, což posléze podnítilo k váhavé reakci a pomoci i některé evropské země (Německo). Zásilky čínského červeného kříže se naopak staly příčinou roztržky mezi Itálií a Českou republikou. Italský list La Repubblica dne 21. března 2020 obvinil českou vládu, že „svévolně zabavila“ roušky určené pro Itálii. Mělo se jednat o část zdravotnického materiálu (101.600 roušek a respirátorů), který česká policie 17. března zabavila ve skladu v Lovosicích (jak se tam zásilka určená pro čínskou menšinu v Itálii ocitla, je dosud předmětem šetření). Zpráva, kterou převzala většina evropských médií, často v takové verzi, že české úřady roušky ukradly, vyvolala velké pobouření na sociálních sítích (více než 400 tisíc komentů na Facebooku a Twitteru). Rovněž italské vyslanectví v Praze se k případu vyjádřilo dvojsmyslně, že šlo o materiál, který byl „ukraden a zabaven českými úřady“. Česká diplomacie případ označila za nedorozumění a české ministerstvo vnitra poslalo do Itálie 110 tisíc roušek a respirátorů jako náhradu.
Pomoc Itálii poskytly i další čínské subjekty, například společnost ZTE darovala 2000 roušek městu L'Aquila a společnost Huawei nabídla zdarma provést cloudové propojení italských nemocnic s nemocnicemi v provincii Wuhan pro rychlejší výměnu informací při léčení infekce.
Podle mnoha komentátorů hrozí, že neochota členských států EU a NATO pomoci Itálii ve stavu nouze povede k většímu sblížení Itálie s Čínou, která Itálii poskytla rozsáhlou humanitární pomoc (komentátoři v této souvislosti hovoří o tzv. „rouškové diplomacii“ Číny. Pomoc Itálii poskytlo také Rusko.

## Pochybnosti o rozsahu epidemie
Přestože v období od 19. března do 11. dubna 2020 měla Itálie v celosvětovém srovnání oficiálně nejvyšší počet zemřelých s nemocí covid-19 (celkem 19.468 potvrzených obětí ke dni 11. dubna), již počátkem dubna se objevily zprávy, že skutečný počet obětí epidemie může být ještě mnohem vyšší. Analýza statistických dat z provincie Bergamo, kterou provedla firma InTwig, ukázala, že během března 2020 zde na covid-19 zemřelo kolem 4.500 lidí, tedy zhruba dvojnásobek počtu, který tehdy udávalo italské ministerstvo zdravotnictví (2.060). Italský statistický úřad IStat zase uvedl, že celková březnová úmrtnost v samotném městě Bergamo byla 6.238 zemřelých oproti průměrné celkové březnové úmrtnosti v uplynulých letech, která činila 1.180. Tedy v době epidemie zde byla úmrtnost 567,6 % nad dlouhodobým průměrem.
V květnu 2020 pak také italský Národní institut sociální péče (Istituto Nazionale della Previdenza Sociale) oznámil, že dosavadní oficiální data nejsou spolehlivá, neboť během března a dubna v Itálii zemřelo celkem o 46.909 lidí více, než je dlouhodobý průměr za stejné měsíce v letech 2015 až 2019. Skutečný počet obětí koronaviru za toto období tak zřejmě byl o 18.971 zemřelých vyšší, než se uvádělo oficiálně (27.938), a tuto domněnku podporuje rovněž skutečnost, že naprostá většina těchto „mrtvých navíc“ (18.412, tedy 97 %) pocházela z epidemií nejvíce zasažených regionů na severu Itálie.

## Rozšíření nákazy podle regionů

### Tabulka
| Region                    | Potvrzených případů | Zemřelí | Uzdravení | Testováno |
| ------------------------- | ------------------- | ------- | --------- | --------- |
| Lombardie                 | 41 007              | 6 360   | 9 255     | 107 398   |
| Emilia-Romagna            | 13 119              | 1 443   | 1 141     | 52 991    |
| Benátsko                  | 8 358               | 392     | 715       | 94 784    |
| Piemont                   | 8 206               | 684     | 254       | 24 058    |
| Toskánsko                 | 4 122               | 215     | 121       | 27 579    |
| Marche                    | 3 558               | 386     | 12        | 10 431    |
| Ligurie                   | 3 076               | 377     | 420       | 9 100     |
| Tridentsko-Horní Adiže    | 2 808               | 193     | 288       | 16 087    |
| Lazio                     | 2 706               | 136     | 208       | 27 744    |
| Kampánie                  | 1 759               | 117     | 86        | 11 805    |
| Apulie                    | 1 549               | 86      | 31        | 12 361    |
| Furlansko-Julské Benátsko | 1 480               | 98      | 241       | 13 397    |
| Sicílie                   | 1 460               | 65      | 65        | 13 814    |
| Abruzzo                   | 1 293               | 88      | 36        | 7 730     |
| Umbrie                    | 1 023               | 31      | 95        | 7 685     |
| Sardinie                  | 638                 | 27      | 29        | 4 598     |
| Kalábrie                  | 614                 | 25      | 12        | 8 485     |
| Údolí Aosty               | 584                 | 43      | 2         | 1 480     |
| Basilicata                | 202                 | 4       | 1         | 1 585     |
| Molise                    | 127                 | 9       | 18        | 918       |
| Itálie                    | 97 689              | 10 779  | 13 030    | 454 030   |

Údaje v tabulce byly ke dni 29. března 2020.

#### Logaritmický

Počet případů (modře) a počet mrtvých (červeně) na logaritmické stupnici.

### Graf

#### Lineární
Šablona:Data pandemie covidu-19/Italské případy